# Marjorie Bennett
Pour les articles homonymes, voir Bennett.
Marjorie Bennett (née le 15 janvier 1896 à York et morte le 14 juin 1982 à Hollywood) est une actrice de cinéma et de télévision australienne.

## Biographie
Marjorie Bennett a débuté au cinéma à l'époque du cinéma muet.

## Filmographie partielle
- 1917 : The Girl, Glory de Roy William Neill
- 1947 : Monsieur Verdoux de Charles Chaplin
- 1948 : La Mariée du dimanche (June Bride), de Bretaigne Windust
- 1948 : Ombres sur Paris (To the Victor) de Delmer Daves
- 1949 : Une balle dans le dos (Undertow) de William Castle
- 1950 : Captif de l'amour (The Man Who Cheated Himself) de Felix E. Feist
- 1952 : Les Feux de la rampe (Limelight), de Charlie Chaplin
- 1954 : Dans les bas-fonds de Chicago (The Human Jungle) de Joseph M. Newman
- 1955 : La Maison sur la plage (Female on the beach), de Joseph Pevney
- 1956 : Feuilles d'automne (Autumn Leaves) de Robert Aldrich
- 1956 : Strange Intruder d'Irving Rapper
- 1957 : Le Shérif de fer (The Iron Sheriff) de Sidney Salkow
- 1958 : Retour avant la nuit (Home Before Dark) de Mervyn LeRoy
- 1960 : Les Pièges de Broadway (The Rat Race) de Robert Mulligan
- 1961 : Les 101 Dalmatiens de Clyde Geronimi, Hamilton Luske et Wolfgang Reitherman
- 1962 : Qu'est-il arrivé à Baby Jane ? (What Ever Happened to Baby Jane?) de Robert Aldrich
- 1964 : Mary Poppins de Robert Stevenson
- 1964 : Celui qui n'existait pas (The Night Walker) de William Castle
- 1973 : Tuez Charley Varrick ! (Charley Varrick) de Don Siegel

## Télévision
- 1968 : Le Virginien saison 7 épisode 11 (The mustangers) : Soapie